# 学校

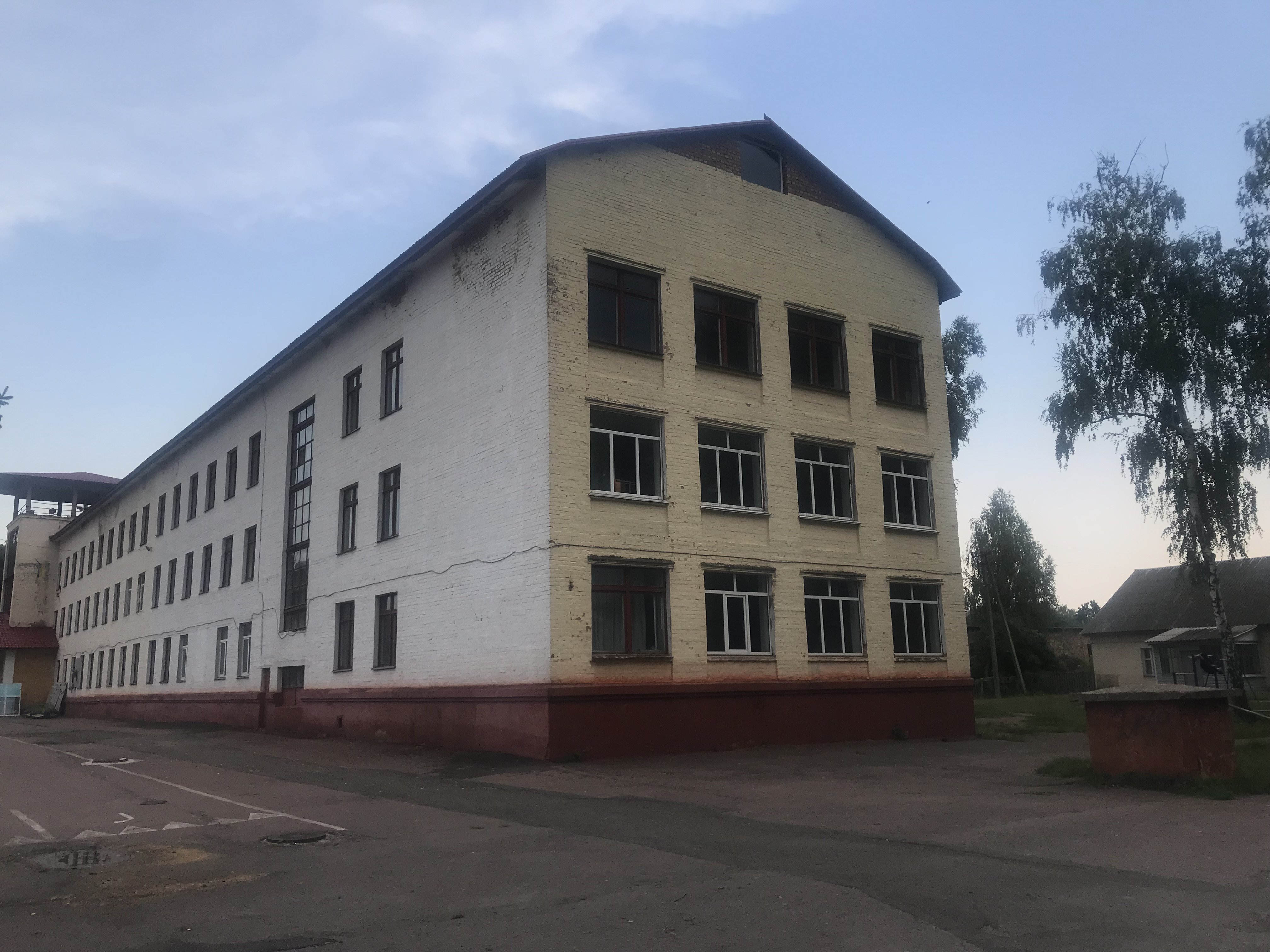

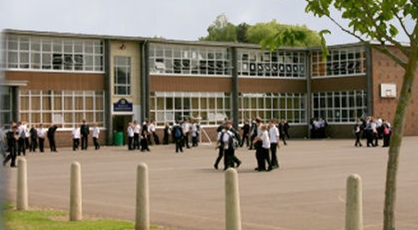
イングランドのオックスフォードシャー州にある学校課（2007年）。

学校（がっこう）は、幼児・児童・生徒・学生などに対する教育制度の中核的な役割を果たす機関。また、その施設。学園、学院などもほぼ同様の意味を持つ。
塾などの学校外教育施設については無認可校を参照。

## 概要
学校制度は社会システムの1つである教育制度の中心的システムの一つである。社会的作用・社会的活動としての教育は、個人、家庭、小集団、地域社会、国家社会などにもみられるが、現代国家では学校が教育制度の中核的役割を担っている。
小集団や地域社会における教育では慣習や慣行に従って行われることが多いのに対し、国家レベルの教育は法律を整備して学校を設置し公費を充てるなど制度化された形で実施される。
なお、日本の学校教育法は「この法律で、学校とは、幼稚園、小学校、中学校、義務教育学校、高等学校、中等教育学校、特別支援学校、大学及び高等専門学校とする」と定義している。
専修学校、各種学校は、ともに学校教育法が定める正規の学校であるが、一条校には含まれない。
また、学校には大きく分けて3つに分類される（学校教育法第2条）。
- 国立学校 - 国の設置する学校
- 公立学校 - 地方公共団体の設立する学校
- 私立学校 - 学校法人の設置する学校

公立学校では教育要領・学習指導要領から逸脱することはきわめて困難であるが、国立および私立の幼稚園・小学校・中学校・義務教育学校・高等学校・中等教育学校および特別支援学校は、教育要領・学習指導要領からの逸脱が容易である。そのため、各校独自の方針に基づいた斬新的な教育課程を編成することも可能であるが、教育法学の見知からは、教育要領・学習指導要領は、国立・公立・私立を問わずに等しく適用されることとなっている。

## 学校の語源
「学校」という用語の語源については、一説によると、中国の新の時代に王莽が全国に設置した儒学の校舎である「学」・「校」に由来するとされる。さらに遡れば、古代中国の教育機関であった「太学（たいがく）」がその名の由来であるとも考えられている。
日本においては、古くから足利学校（栃木県足利市）などの例に見られるように「学校」という語が用いられてきた。しかし、明治政府によって小学校および師範学校が設立される以前は、寺子屋、藩校、学問所、私塾（松下村塾などが著名である）などと呼ばれる教育施設が一般的であり、名称に「学校」と付く教育施設は少数であった。

## 学校の歴史
メソポタミアでは、紀元前3千年紀には学校が存在した。シュメールでは学校は「エドゥブバ」（粘土板の家）と呼ばれ、役人になるための読み書きや計算を教えた。学校をテーマとした最古の文学作品も書かれ、『学校時代』をはじめ4作品が知られている。

### ヨーロッパ
古代ギリシアや古代ローマにも学校は存在した。ギリシアのギュムナシオンでは、肉体鍛練の他に哲学、文学、音楽なども教えられていた。
ヨーロッパでは、中世に大学が設立されるようになった。例えば、1088年、イタリアにAlma Mater Studiorum（現在のボローニャ大学）が開設された。フランスのパリ大学は1100年頃にルーツがあるともされ、1215年には教皇インノケンティウス3世によって正式に認められた。1209年にはイングランドでオックスフォード大学が開設された。ヨーロッパ中世に開設された大学の中には現在まで続くものも少なくない。中世の大学の多くで、学生は最初の6年、リベラル・アーツを学んだ。（→中世の大学の特徴）
一般大衆を対象とする学校制度が始まるのは19世紀以降になってからである。身分社会がなくなると、教育も異なった主体により異なった視点で行われることが多くなり、義務、無償、中立性という現代の学校の原則が次第に出来上がった。例えば、フランスにおいては、それら原則は、フランス革命期のコンドルセの理念が19世紀末において実現した。
19世紀に誕生し、義務・無償・中立性を基調とする近代学校は、その国の国語、国史、国民道徳の教育をメインにし、その国家の　”国民”　を育成する装置として機能した。つまり、国民としての”アイデンティティの形成”が学校に期せられたのである。学校教育の拡大と義務教育制度の普及により、20世紀からは学校の数が飛躍的に増大した。

### 日本
日本では、平安時代に貴族の子供の教育機関として「大学寮」という名称の学校が存在した。また、寺院などを中心に教育研究のための施設が設けられることがあった。
平安時代の教育は、原則として貴族や郡司の子供らを対象にしており、一部の人々にしか門戸を開いていなかったが、空海は、『綜藝種智院式并序』を著し、全学生および教員への給食制を完備し、身分や貧富に関わりなく学ぶことのできる教育施設、あらゆる思想や学芸を総合的に学ぶことのできる教育施設を設立することを提唱した。その運営を実現するため、天皇、諸侯、仏教諸宗の高僧ら、および一般の人々などに協力を呼びかけた。そして、東寺の東にあった藤原三守の私邸を譲り受け、828年に「綜芸種智院」を開設した、とされる。綜芸種智院は庶民にも教育の門戸を開いた点で画期的な学校であったとされる。
江戸時代の教育は、身分ごとに武士としての教育と農民としての教育の二重の系統が見られた。江戸時代の初期には武士の教育は漢籍の素読や武芸の稽古などを主に家庭教育として行っていた。18世紀半ばには各藩が藩校（藩学）を設置するようになり藩士の教育にあたった（一部の藩では領内の庶民も教育の対象としていた）。さらに藩校での教育に物足りなさを感じたり、所与の文化環境に満足しない者は私塾や家塾に通って教育を受けた（一部の塾は士庶共学として庶民にも開かれていた）。
一方、庶民の教育は日常的な礼儀作法、地域社会のルール、家職の知識や技術などを家庭で教育していた。しかし、江戸時代中期になると貨幣経済が発達し、商人層は日常的な商取引のための読み・書き・そろばんといった基礎教育が必要となり、農民層でも商品作物の栽培や販売などのための一定の知識が必要とされ、その需要から「寺子屋」と呼ばれる教育施設が多数生まれた。
明治初期に、小学校および師範学校が設立された。そのとき、教科書は江戸時代使われていた往来物と呼ばれる既存の書籍が中心だった。

## 学校年度
「学校年度」は教育機関の1学年の年度を区切るもので英語のschoolyearやacademic yearに当たる。「学年暦」ともいう。
下表のとおり、世界の多くの国々では9月開始が主流となっている。特に北半球の国々には夏休みの終わる9月開始の国々が多く、歴史的には農家の子どもは農作業等を手伝っており、春から夏にかけては小麦の収穫や牧畜の出産で繁忙期に当たるため、それが終わる秋に新学年が始まるようになった。
| 開始月 | 国名                                                   |
| ------ | ------------------------------------------------------ |
| 1月    | シンガポール、マレーシア、南アフリカ                   |
| 2月    | ブラジル                                               |
| 3月    | 韓国、アルゼンチン、南半球の国                         |
| 4月    | 日本、北朝鮮、インド                                   |
| 5月    | タイ                                                   |
| 6月    | フィリピン                                             |
| 7月    | インドネシア、台湾                                     |
| 8月    | メキシコ 、アメリカ（一部）                            |
| 9月    | 中国、ロシア、アメリカ（一部）、カナダ、ヨーロッパ各国 |
| 10月   | カンボジア、セネガル、マリ                             |

日本
日本の場合、学校教育法施行規則第59条で小学校は4月1日開始（翌年3月31日まで）となっており、この規定が中学校（同79条）、高等学校（同104条）、特別支援学校（同135条）、幼稚園（同39条）に準用されている。なお、大学については学校教育法施行規則第163条により学長、専修学校については同184条により校長が定めるとされており、大学等によっては9月や10月に入学する制度がある。
江戸時代の寺子屋や明治初期の学校では入学時期は自由で各個人の能力に応じて進級する仕組みだった（寺子屋の入学は慶事として気候の良い春先が選ばれることが多かった）。1872年の学制の公布により一斉入学・一斉進級が原則になったが、学制が公布された時は9月1日開始となっていた。1886年に会計年度が4月始まりとなったことで高等師範学校がそれに倣い、一般の学校も学校年度を統一するよう国が指導したことで4月1日開始となって今日に至る。
アメリカ
アメリカでは州が学校年度を定めている。
イギリス
イギリスでは9月開始だが、1月や4月にも入学機会を設けている。
韓国
韓国では歴史的には1961年まで4月開始だったが、1962年に3月開始に変更された。学校での暖房の国家負担を節減する目的だったといわれている。
オーストラリア
オーストラリアの大学では通常、2回に入学機会を設けている。年に3回学生を受け入れる大学もある。2月（秋）が主要な入学シーズンである。

## 学校の設備
- カフェテリア、食堂、厨房
- 運動場、体育館
- 音楽室、音楽ホール
- 事務室、職員室、校長室
- 図工室
- 理科室
- 放送室
- 図書室
- コンピュータ室
- 教室